# 뤼트 그바그비
뤼트 그바그비(프랑스어: Ruth Gbagbi, 1994년 2월 7일~)는 코트디부아르의 태권도 선수이다. 2016년과 2020년 올림픽에서 동메달을 획득했다.

## 경력
2012년 하계 올림픽 태권도에 참가하였으나 16강전에서 황경선에게 패하였고 이후 패자부활전에서도 헬레나 프롬에게 패하며 메달획득에 실패했다. 2016년에는 동메달 결정전에서 파리다 아지조바를 상대로 승리하며 동메달을 획득하였다.
2020년 하계 올림픽에서도 출전권을 획득했으며 콩고 민주 공화국의 나오미 카토카와 중화인민공화국의 장멍위를 누르고 준결승전에 진출했으나 로런 윌리엄스에게 패했다. 이후 동메달 결정전에서 브라질의 밀레나 치토넬리를 꺾으며 두번째 올림픽 동메달을 획득했다.